# Гаджиева, Шахана Ибадат кызы
Шахана Ибадат кызы Гаджиева (азерб. Şəhanə İbadət qızı Hacıyeva; род. 6 июля 2000, Сумгаит) — азербайджанская дзюдоистка, победительница летних Паралимпийских игр 2020 в Токио, чемпионка Европы 2015 года среди девушек до 18 лет и чемпионка Европы 2023 года по паралимпийскому дзюдо. Серебряный призёр чемпионата мира 2018 года по паралимпийскому дзюдо, победительница Гран-при по паралимпийскому дзюдо в Баку в 2019 году, серебряная призёрка Гран-при по паралимпийскому дзюдо в Токио в 2023 году и бронзовая призёрка Гран-при по паралимпийскому дзюдо в Ташкенте в 2019 году. В мае 2025 года в рамках медицинской классификации в соответствии с новыми правилами категоризации парадзюдоистов было выявлено, что у Гаджиевой нет нарушения зрения, в связи с чем было принято решение о её пожизненном отстранении от участия в соревнованиях по парадзюдо.

## Биография
Шахана Гаджиева родилась 6 июля 2000 года. В 2015 выиграла Кубок Европы среди девушек до 18 лет в Анталье в весовой категории до 40 кг. В этом же году Гаджиева выиграла чемпионат Европы среди девушек до 18 лет в Софии, одолев в финале Лидию Марин из Румынии. В марте 2016 года выиграла Кубок Европы среди девушек до 18 лет в Анталье в весовой категории до 44 кг. В мае этого же года взяла бронзу на Кубке Европы в Бельско-Бяла.
В 2018 году заняла второе место на чемпионате мира среди слепых и слабовидящих в городе Одивелаш (Лиссабон). На этом же чемпионате Гаджиева в составе женской сборной Азербайджана стала бронзовой призёркой командного турнира.

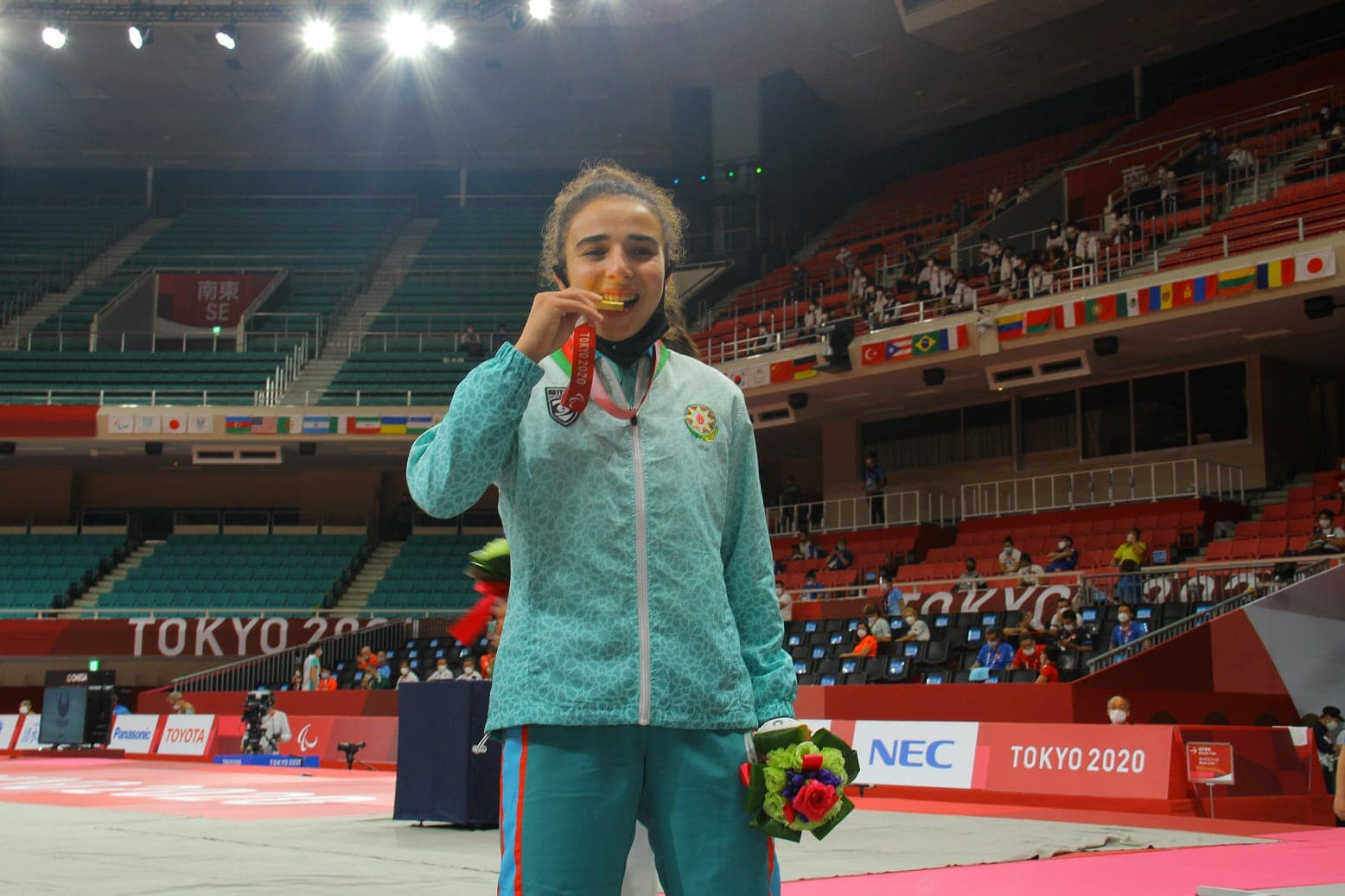
Гаджиева после церемонии награждения на Паралимпийских играх 2020 в Токио

В 2019 году Гаджиева выиграла Гран-при Баку среди слепых и слабовидящих, одолев в финале иппоном действующую чемпионку Паралимпийских игр китаянку Ли Лицин. В этом же году она завоевала бронзовую медаль на Гран-при Ташкента среди слепых и слабовидящих.
В мае 2021 года выиграла бронзу на Гран-при Баку среди слепых и слабовидящих.
На летних Паралимпийских играх 2020 в Токио Гаджиева принесла сборной Азербайджана первое золото. На пути к финалу все свои победы Гаджиева одержала досрочно. В первом поединке она одолела хозяйку татами Сидзуку Хангаи, а в полуфинале выиграла у россиянки Виктории Потаповой. В финале Гаджиева встретилась с дзюдоисткой из Франции Сандри Мартине. В основное время схватки соперницы обменялись бросками на «вадза-ари», а в дополнительное время Гаджиева провела бросок и выиграла золото на дебютных для себя Паралимпийских играх.
Завоевание золотой медали Шахана Гаджиева прокомментировала следующим образом:
Я радуюсь, что в столь молодом возрасте стала чемпионкой Паралимпиады. Рада, что благодаря этой победе в Токио впервые зазвучит гимн Азербайджана. Эту победу я посвящаю своим учителю, родителям и всем нашим шехидам. Очень надеюсь, что партнеры по команде продолжат успех.
Распоряжением президента Азербайджанской Республики Ильхама Алиева от 6 сентября 2021 года Шахана Гаджиева за высокие достижения на XVI летних Паралимпийских играх в Токио и заслуги в развитии азербайджанского спорта была награждена орденом «За службу Отечеству I степени».
В ноябре 2022 года завоевала бронзовую медаль на домашнем чемпионате мира в Баку. В начале августа 2023 года выиграла золото на чемпионате Европы в Роттердаме. В конце же месяца Гаджиевой удалось завоевать бронзу на Всемирных играх среди слепых и слабовидящих спортсменов в Бирмингеме.
В сентябре 2023 года Гаджиева завоевала бронзовую медаль на домашнем Гран-при в Баку. 4 декабря 2023 года выиграла серебряную медаль на Гран-при в Токио.
После перехода категоризации парадзюдоистов из B1, B2 и B3 в J1 и J2 из списка допустимых заболеваний для категории J2 были исключены многие офтальмологические диагнозы. По этой причине Международной ассоциацией спорта для слепых (IBSA) парадзюдоисты были повторно направлены на медицинскую классификацию. В мае 2025 года в рамках медицинской классификации чемпионата мира по парадзюдо в Астане было выявлено, что у Гаджиевой нет нарушения зрения в соответствии с новыми правилами. Было принято решение о её пожизненном отстранении от участия в соревнованиях по парадзюдо.